# Mummu
Mummu  è una divinità mesopotamica  presente nel poema Enūma eliš, mito della creazione babilonese. Dio delle nebbie, figlio di Apsû e Tiāmat, nel poema è colui che ha creato Lilith con l'aiuto del dio della terra Enki; nello specifico del mito, Lilith è stata creata dalla terra bagnata da questa nebbia divina, mentre Adamo dalla terra seccata dal vento (polvere), perciò da Enki e dal dio del vento Enlil. Ea uccise Apsû e imprigionò Mummu, che era stato fedele ad Apsu.
Template:Genealogia Mesopotamica